# Koenenite
La koenenite è un minerale.